# Sabacon sheari
Espèce
Sabacon sheari est une espèce d'opilions dyspnois de la famille des Sabaconidae.

## Distribution
Cette espèce est endémique d'Oregon aux États-Unis. Elle se rencontre dans le comté de Benton.

## Description
Le mâle holotype mesure 2,36 mm.

## Systématique et taxinomie
Cette espèce a été décrite par Cokendolpher en 1984.

## Étymologie
Cette espèce est nommée en l'honneur de William A. Shear.

## Publication originale
- Cokendolpher, 1984 : « A new species of Sabacon Simon from Oregon (Arachnida: Opiliones: Sabaconidae). » Canadian Journal of Zoology, vol. 62, no 5, p. 989–991.